# Mitophis asbolepis
Mitophis asbolepis — вид змій родини струнких сліпунів (Leptotyphlopidae). Ендемік Домініканської Республіки.

## Поширення і екологія
Mitophis asbolepis мешкають в горах Сьєрра-Мартін-Гарсія на півдні острова Гаїті. Вони живуть в сухих тропічних лісах, на висоті від 378 до 809 м над рівнем моря.

## Збереження
МСОП класифікує цей вид як такий, що перебуває на межі зникнення. Mitophis asbolepis загрожує знищення природного середовища.